# 叶乔波
叶乔波（1964年6月3日—），生于吉林長春，中國前女子速度滑冰運動員，中国人民解放军文职干部，曾夺得世锦赛冠军和三枚冬奥会奖牌，因伤病于1994年早早退役。

## 生涯
叶乔波10岁进入长春市业余体校速滑班，12岁入选八一速滑队。16岁获全国冠军赛青年组亚军，17岁获全国青年赛全能冠军。18岁在全国速滑达标赛上为八一队首次夺得2枚金牌 、2枚银牌 、1枚铜牌 。多次打破全国纪录。1990年在第七届全国冬季运动会上获4枚金牌 ，并达到运动健将标准。
1991年在世界大赛中分别获得过世界锦标赛500米冠军 、短距离速滑5项亚军 、世界杯500米冠军 、1000米亚军。1992年在第十六届冬季奥林匹克运动会上，获得1000米和500米速滑的2枚银牌。为中国在冬奥会史上实现了奖牌零的突破。同年在挪威举行的世界短距离速滑锦标赛上，获女子1000米速滑冠军，并夺得女子全能世界冠军，成为中国和亚洲第一个短距离速滑全能世界冠军；至1993年春季赛事结束，她共获得14个世界冠军，其中包括全部女子500米速滑金牌，创造了世界冰坛的“大满贯”战绩；1993年获第七届全运会女子短距离全能冠军；1994年带伤夺得第十七届冬季奥林匹克运动会女子1000米速滑铜牌；冬奥会后因伤退役。

## 外部連結
- 有關叶乔波的介紹（页面存档备份，存于）